# 普布利烏斯·康內留斯·西庇阿 (前218年執政官)
普布利烏斯·康內留斯·西庇阿（?—前211年），罗马共和国将领，他是大西庇阿之父，常被稱為老西庇阿。前259年执政官卢基乌斯·科尔内利乌斯·西庇阿之子。在公元前218年成为执政官。在第二次布匿战争中和其弟尼阿斯·科尔内利乌斯·西庇阿從比薩出海遠征伊比利亚(西班牙)，當他在馬賽進行補給時得知漢尼拔穿越阿爾卑斯山，於是讓其弟繼續進軍伊比利亞，而本人則回到義大利本土進行迎擊。之後在提基努斯河會戰戰敗並受重傷。接下來的數年間，他指揮了在伊比利亞的戰鬥並逐步建立羅馬在當地的勢力，最後在公元前211年阵亡。
| 前任： 卢基乌斯·埃米利乌斯·保卢斯 & 马尔库斯·李维·萨利纳托尔 | 罗马执政官 前218年 与提贝里乌斯·塞姆普罗尼乌斯·隆古斯共职 | 繼任： 盖乌斯·弗拉米尼乌斯·尼波斯 & 盖乌斯·塞尔维利乌斯·格米努斯 |